# Petr Voznica
Petr Voznica (* 7. listopadu 1954 Karviná) je český voják a diplomat. Do povědomí veřejnosti vstoupil především řízením záchranných operací armády během katastrofálních povodní na Moravě v létě roku 1997 (za toto obdržel medaili Za zásluhy I. stupně). V červenci 2001 přestal pracovat v armádě a vstoupil do služeb MZV ČR. V letech 2001 až 2005 byl mimořádným zplnomocněným velvyslancem České republiky v Litvě, v letech 2005 až 2009 v Iráku a v letech 2009 až 2014 ve Slovinsku.

## Život
Petr Voznica je původním zaměřením chemik. V letech 1969 – 1973 studoval Střední průmyslovou školu chemickou v Ostravě, poté absolvoval Vysokou školu pozemního vojska ve Vyškově, obor vojenská chemie, promoval v roce 1977. V tomto roce se také oženil s Miladou Vašíčkovou a narodila se jim dcera Radka.
Po absolvování vysoké školy prošel různými velitelskými a štábními funkcemi v československé a později české armádě. V letech 1982 – 1987 při zaměstnání pracoval na své kandidátské vědecké práci opět v oboru vojenské chemie. Od roku 1994 působil ve funkci zástupce velitele 2. armádního sboru AČR. Zlom v jeho kariéře nastal v roce 1996, kdy absolvoval roční kurs týkající se strategie, mezinárodní politiky a mezinárodních vztahů na Royal College of Defence Studies v Londýně. Od ledna do září 1997 působil jako velitel 2. armádního sboru AČR v Olomouci, v této době vešel ve známost jako tzv. povodňový generál, neboť řídil záchranné akce armády při povodních na Moravě. Za to získal 28. října toho roku z rukou prezidenta republiky státní vyznamenání Medaile za zásluhy I. stupně. Od října 1997 do roku 1999 byl velitelem Vojska územní obrany AČR v Táboře. V roce 1998 se zúčastnil tříměsíčního kurzu řízení zdrojů pro obranu státu v Defense Resource Management Institute na Naval Postgraduate School v Monterey v Kalifornii. V roce 1999 odešel do Prahy na Ministerstvo obrany, kde pracoval jako vrchní ředitel Sekce obranného plánování.
1. července 2001 vstoupil do služeb Ministerstva zahraničních věcí a od září 2001 do srpna 2005 působil jako mimořádný a zplnomocněný velvyslanec České republiky v Litevské republice, do 9. září 2002 byl současně vedoucím Kontaktního velvyslanectví NATO pro Litevskou republiku. V roce 2001 úspěšně dokončil habilitační řízení v oboru krizový management na Vysoké vojenské škole pozemního vojska ve Vyškově. Od září 2005 vykonával funkci mimořádného a zplnomocněného velvyslance České republiky v Irácké republice. 21. září 2009 se stal českým velvyslancem ve Slovinsku. V této pozici působil do roku 2014. K 31. říjnu 2014 svoji práci v diplomacii ukončil.
Petr Voznica mluví plynně anglicky, rusky, polsky, slovinsky a částečně německy, během své práce v Litvě složil i zkoušku z litevštiny na Vilniuské univerzitě. V roce 1998 získal Záslužný kříž MO ČR I. stupně, kromě toho je nositelem dalších 20 státních a resortních medailí a vyznamenání. Za rok 1997 obdržel Cenu města Olomouce za osobní angažovanost při odstraňování důsledků povodní 1997.